# 武汉科技大学附属天佑医院
武汉科技大学附属天佑医院，也称武汉天佑医院，是一所位于湖北省武汉市的公立三级甲等医院，占地80多亩，医疗用房90000多平方米。始建于1983年10月20日，曾为郑州铁路局武汉中心医院。1995年5月，变更为武汉铁路局中心医院，全称为武汉铁路中心医院。1996年9月，通过卫生部三级甲等医院评审。2004年11月25日，由武汉铁路局移交武汉科技大学管理，更名为“武汉科技大学附属医院”，同时成为“武汉科技大学临床学院”。2008年8月27日更名为“武汉科技大学附属天佑医院”。
该医院原为武汉铁路中心医院，在2008年改名时取“中国铁路之父”詹天佑的名字为医院命名。

## 参与治疗COVID-19
2019冠状病毒病疫情中，该院曾被征用临时改造为收治发热病人的专门医院。
在疫情中捐赠物资分配事件中，因湖北省红十字会对捐赠物资的分配不当，该院被卷入其中，并遭到部分网友质疑。当时湖北红十字会的分配情况中，该院与仁爱医院（一家补指莆田第的不孕不育专科的医院）被列在一起，获得了相近数量KN95口罩。
在1月底2月初抗疫物资紧张时期，某些网友误认为天佑医院是民营医院或莆田系医院，从而收到的捐赠物资大量减少，甚至到了“医用防护服仅能再撑一日有余，一线医护人员已做好准备裹保鲜膜工作”的情况。